# 芬尼莫爾 (亞利桑那州)
芬尼莫爾（英語：Fennemore）是位於美國亞利桑那州馬里科帕縣的一個非建制地區。該地的面積和人口皆未知。

## 地理
芬尼莫爾的座標為33°34′13″N 112°25′39″W / 33.57028°N 112.42750°W，而該地的平均海拔高度為366米（即1201英尺）。